# Lake Meredith Estates
Lake Meredith Estates es un lugar designado por el censo ubicado en el condado de Hutchinson en el estado estadounidense de Texas. En el Censo de 2010 tenía una población de 437 habitantes y una densidad poblacional de 202,31 personas por km².

## Geografía
Lake Meredith Estates se encuentra ubicado en las coordenadas 35°39′50″N 101°36′10″O / 35.66389, -101.60278. Según la Oficina del Censo de los Estados Unidos, Lake Meredith Estates tiene una superficie total de 2.16 km², de la cual 2.16 km² corresponden a tierra firme y (0%) 0 km² es agua.

## Demografía
Según el censo de 2010, había 437 personas residiendo en Lake Meredith Estates. La densidad de población era de 202,31 hab./km². De los 437 habitantes, Lake Meredith Estates estaba compuesto por el 92.91% blancos, el 0.23% eran afroamericanos, el 0.46% eran amerindios, el 0.23% eran asiáticos, el 0% eran isleños del Pacífico, el 2.52% eran de otras razas y el 3.66% pertenecían a dos o más razas. Del total de la población el 8.7% eran hispanos o latinos de cualquier raza.